# Lunéville
Lunéville település Franciaországban, Meurthe-et-Moselle megyében. Lakosainak száma 17 920 fő (2022. január 1.). Lunéville Bonviller, Chanteheux, Deuxville, Hériménil, Jolivet, Moncel-lès-Lunéville, Rehainviller és Vitrimont községekkel határos.

## Népesség
A település népességének változása:
| Lakosok száma | 23 177 | 21 468 | 20 711 | 19 881 | 19 516 | 19 020 | 18 287 | 17 867 | 17 858 | 17 920 |
|               | 1968   | 1982   | 1990   | 2006   | 2013   | 2015   | 2017   | 2019   | 2020   | 2022   |